# Марко ван Бастен
Ма́рсел «Марко» ван Ба́стен (нід. Marcel "Marco" van Basten, * 31 жовтня 1964, Утрехт, Нідерланди) — видатний голландський футболіст. Триразовий володар «Золотого м'яча». З липня 2004 по липень 2008 року головний тренер національної збірної Нідерландів. 

## Біографія
Марко Ван Бастен народився 31 жовтня 1964 року в місті Утрехт у спортивній сім'ї: батько відомий в 50-і роки футболіст, мати — гімнастка. Футбольна зірка Марко зійшла у вуличних баталіях. Батько, запримітив, як його п'ятирічний син розправляється із старшими хлопчиками, і вирішив привчити його до справжнього футболу. Початкову футбольну освіту Марко пройшов у любительському клубі «Елинквейк». У 13 років на нього звернув увагу відомий сьогодні багатьом фахівцям футболу Лео Бенгаккер, який у той час тренував хлопців роттердамського «Феєнорда». Тоді Марко був у тих роках, коли такі проблеми замість нього вирішував батько. Пославшись на недосвідченість хлопчика і на те, що йому рано ще переїздити з рідного міста в інше, Ван Бастен-старший відкинув пропозицію. Синові він сказав: «Ти станеш знаменитим, якщо гратимеш в «Аяксі»». Пізніше, Дієго Марадона скаже про нього: «Я ніколи не бачив елегантнішого футболіста, ніж ван Бастен. Гольова машина, яка зламалася саме в той момент, коли повинна була стати найбільшою у світі...».

### «Аякс»
Незабаром Марко опинився в «Аяксі». В ті роки в «Аяксі» грав сам «король голландського футболу» Йоган Кройф. Ігровий дебют Марко відбувся 3 квітня 1982 року на стадіоні «Де Мер» в Амстердамі, він замінив під час зустрічі «Аякс» — «Неймеген» втомленого 35-річного Кройфа. З'явившись на полі, сімнадцятирічний дебютант став автором одного з п'яти переможних м'ячів. Це був єдиний вихід на полі цього сезону, який запам'ятався ще і словами Кройфа: «Коли так зможеш і завжди грати, тоді далеко підеш». «Аякс» по-справжньому став клубом, в якому Марко з перспективного молодого Футболіста виріс у грізного форварда. Допомогли двадцять відкритих уроків (стільки матчів провели разом) у футбольній академії «короля Йогана».
Коли Кройф через рік переходить в «Феєноорд», 19-річний Марко забиває в матчах 26 м'ячів і вперше стає найкращим бомбардиром чемпіонату Голландії 1984 року. Цього було досить, щоб завоювати ще і «Срібний бутс» в європейському конкурсі нападників. У цьому ж сезоні центральною зустріччю був поєдинок між «Аяксом» (командою Ван Бастена) і «Феєнордом» (командою Кройфа). Перемогли амстердамці з розгромним рахунком 8:2, а сам Марко зробив хет-трик, та ще повністю переграв Кройфа.
У трьох наступних сезонах ван Бастен знову стає найкращим бомбардиром голландських чемпіонатів. У сезоні 1985/86, забивши в 26 матчах 37 голів, вперше стає володарем «Золотого бутса». На наступний сезон він разом з клубом стає володарем європейського трофея — Кубка Кубків. Трохи пізніше, Марко Ван Бастен виявив бажання спробувати свої сили в італійському «Мілані». Ван Бастен і Рууд Гулліт дали свою згоду на перехід до «Мілана» в ніч з 19-го на 20-те листопада 1986 року в амстердамському готелі «Амстел» після вечері при свічках з президентом італійського клубу Сільвіо Берлусконі. Разом з Гуллітом була дружина Івонн, з ван Бастеном — подруга Лісбет. А вперше Берлусконі побачив ван Бастена за декілька місяців до цього на відеокасеті, яку йому принесли на віллу Ді Аркоре. Вірніше, касета була однією з чотирьох, запропонованих президентові, який вважав, що його клубу необхідний нападник, здатний стати зіркою світового рівня. Окрім Ван Бастена, на думку селекціонерів «Мілана», в категорію майбутніх зірок потрапляли Іан Раш, Юрген Клінсманн і Олег Протасов. «На касеті ван Бастена було записано 36 його голів», — розповідав через кілька років Берлусконі — «Але вже після чотирнадцятого, я зрозумів, що Марко необхідно купити, поки його у нас не перехопили». Гра ван Бастена в матчі Голландія — Польща переконала президента, що в реальності молодий голландський нападник виглядає ще сильнішим, ніж на плівці.

### «Мілан»
Вранці 20 листопада Ван Бастен вже говорив на прес-конференції, «що з нетерпінням чекає, коли зможе вийти на полі з таким великим футболістом, як Вірдіс, і що сподівається на те, що його нова команда гратиме в атакувальний футбол». Ван Бастен, правда, чесно зізнався, що не знає, хто такий Лідхольм (тодішній тренер «Мілана»), але це було неважливо, тому що через півроку, коли він з'явився в «Мілані», команду очолював вже Арріго Саккі. 30 червня 1987 року контракт Ван Бастена з «Аяксом» закінчився, і Берлусконі всього за 1 мільйон доларів отримав гравця, який роком пізніше був названий найкращим футболістом Європи. Для порівняння; за Роберто Муссі з «Парми» «Мілан» заплатив близько 2-х мільйонів доларів США. У свій перший сезон у «Мілані» Ван Бастен зіграв всього 11 матчів, забивши 3 голи. Але один з цих голів — у ворота «Емполі» — дозволив «Мілану» наздогнати «Наполі», в якому виступав Дієго Марадона, а інший — вже у ворота «Наполі» — взагалі виявився золотим — він приніс команді скудетто.
На чемпіонаті Європи-88 в Німеччині Рінус Міхелс спочатку віддавав перевагу Віму Кифту і Джоні Босману, але після трьох голів Ван Бастена англійцям зрозумів, що помилявся. А м'яч, який голландець забив збірній СРСР у фіналі, став одним з найкрасивіших в історії світового футболу. За дивним збігом обставин голи «Емполі», «Наполі» і радянській збірній Ван Бастен забивав не під своїм «класичним» дев'ятим номером, а під 14-м, 16-м, 12-м. Отримуючи свій перший «Золотий м'яч» в 1988 році, Ван Бастен сказав, що цю нагороду слід було б віддати Рональду Куману. Роком пізніше, коли його визнали вдруге найкращим футболістом континенту, він заявив, що є більш гідний — Франко Барезі. 1992 року Ван Бастен вибачився перед Христо Стоїчковим: «Свій голос я б віддав тобі». Себе Ван Бастен тоді називав «одним з багатьох хороших футболістів», яким далеко до Кройфа, Пеле і Марадони. З «Міланом» Ван Бастен вигравав безліч призів і чемпіонських титулів. Це і Кубок Чемпіонів, Суперкубок УЄФА і Міжконтинентальний Кубок (всі призи двічі), тричі чемпіонат Італії, двічі Суперкубок Італії і Кубок Берлусконі. Двічі Ван Бастена визнавали найкращим футболістом світу, та ще безліч різних трофеїв і чемпіонських звань.
Свій перший «Золотий м'яч» він подарував своєму батьку. Другий — залишив удома в Мілані, Третій — подарував президентові клубу Сільвіо Берлусконі. «Не знаю, що став би робити з четвертим», — зізнається футболіст. — "Буду щасливий, якщо колись хтось скаже: "Хто такий Ван Бастен? Голландець, який тричі отримував «Золотий м'яч». У грудні 1992 року, продовживши свій контракт з «Міланом» до 30 червня 1995 року, Марко Ван Бастен ще більше покращив свій матеріальний стан завдяки сумі у 5,25 мільйонів доларів за рік — така сума операції між Ван Бастеном і «Міланом».
У червні 1993 року Марко Ван Бастен одружувався недалеко від Утрехта в старовинному замку Хайзерлен. Дружина Лісбет ван де Каппельовен і Марко живуть разом вже 10 років. У них дві дочки — Джесіка і Анжела. Пізніше молодят поздоровляли товариші Ван Бастена по «Мілану» і збірній Голландії. Свій останній матч Ван Бастен зіграв 26 травня 1993 року у фінальному матчі КЄЧ в Мюнхені на Олімпійському стадіоні у присутності 60000 глядачів. У тому матчі «Мілан» грав з «Олімпіком» і програв з рахунком 0:1. Навіть прекрасна гра Ван Бастена не врятувала його клуб від поразки.
„Моє життя у футболі — це не тільки матчі і голи, але і нескінченні зустрічі з лікарями. А почалися вони в 1986 році після матчу з «Гронінгеном»: ім'я гравця, з яким ми зіткнулися, я пам'ятатиму все життя — Рікерінк. У листопаді професор Мартенс зробив мені операцію, після якої я пропустив чотири місяці“, — згадує Ван Бастен. Листопад 1987: професор Марті робить повторну операцію. Перерва півроку. Вересень 1989-го: бельгійський професор Марк Мартенс видаляє меніск на лівому коліні. Перерва — 2 місяці. Грудень 1992-го: Мартенс робить операцію правої кісточки. Очікувана перерва — 3 місяці. Березень 1993-го: комюніке «Мілана»: Оскільки болі в суглобі продовжують турбувати Ван Бастена, Мартенс продовжив курс лікування на невизначений термін. Червень 1993-го: ще одна операція правої кісточки в клініці Мартенса в Антверпені. Липень 1994-го: Мартенс намагається за допомогою спеціального пристрою наростити хрящ на правій кісточці. Листопад 1994-го: Мартенс: «Хрящ відновлюється, але поволі». Травень 1995-го: положення гіршає — починається запалення сухожилля.
Контракт Ван Бастена з «Міланом» закінчився 30 червня 1995 року. Але більше місяця клуб продовжував платити йому колишню зарплату, немов прагнув продовжити ілюзію того, що повернення великого футболіста ще можливе. Але 17 серпня в 18.00 в будівлі на вулиці Туратті в Мілані Ван Бастен оголосив, що завершує футбольну кар'єру: «Я вирішив завершити кар'єру тому, що вже протягом кількох місяців стан моєї кісточки не поліпшувався. Два тижні тому я говорив з професором Мартенсом. Ми вирішили, що боротися більше немає сенсу», — говорив Марко. Згадуючи дні, проведені в Мілані, Ван Бастен відзначив: «У Італії пройшли вісім незабутніх років, але сьогодні настав час сказати слова подяки клубу, його президентові Берлусконі, партнерам і уболівальникам. Сподіваюся, що і без мене Мілан продовжуватиме вигравати. Мені пропонували продовжити контракт, але отримувати такі великі гроші, точно знаючи, що більше на поле я вийти не зможу, було б непорядно». Тільки одна мрія Ван Бастена не збулася: «Мрію про те, що тренером стане Йоган Кройф, який приведе збірну Голландії до перемоги на Чемпіонаті Світу». Перед чемпіонатом світу-94 Кройф дійсно міг очолити збірну, а Ван Бастен рвався до Америки. Але мрія так і залишилася мрією.

## Виступи за збірні
1983 року залучався до складу молодіжної збірної Нідерландів.
1983 року дебютував в офіційних матчах у складі національної збірної Нідерландів. Протягом кар'єри у національній команді, яка тривала 10 років, провів у формі головної команди країни 58 матчів, забивши 24 голи.
У складі збірної був учасником чемпіонату Європи 1988 року у ФРН, здобувши того року титул континентального чемпіона, чемпіонату світу 1990 року в Італії, чемпіонату Європи 1992 року у Швеції, чемпіонату світу 2006 року у Німеччині, чемпіонату Європи 2008 року в Австрії та Швейцарії.

## Кар'єра тренера
Фатальна травма неабияк вплинула на психологічний стан ван Бастена після завершення кар'єри. Голландець закрився в собі й зарікався, що більше не повернеться до футболу, навіть головним тренером. Але підтримка зі сторони дала свої плоди. На початку нульових Марко пройшов тренерські курси у футбольній федерації Нідерландів і ввійшов до тренерського штабу молодіжної команди «Аякса».
29 липня 2004 року Марко ван Бастена призначили головним тренером збірної Нідерландів. Легендарний нападник відразу відсіяв із команди багатьох відомих футболістів. До «чорного списку» ван Бастена потрапили Кларенс Зеєдорф, Рой Макай, Едгар Давідс та Патрік Клюйверт. Вболівальники не розуміли рішень голландця, тому кинулися його критикувати. На ЧС-2006 року «ораньє» спокійно пройшли груповий етап, здобувши дві трудові перемоги. Однак далі відбувся швидесенький виліт, підопічні ван Бастена поступилися Португалії, єдиний гол у поєдинку забив Маніше.
Після чемпіонату світу Марко ван Бастен заспокоїв вболівальників і дав зрозуміти, що пік цієї команди настане в 2008 році. На ЧЄ-2008 слова ван Бастена дійсно матеріалізувалися. «Ораньє» спочатку розбили італійців із рахунком 3:0, далі знищили Францію 4:1, а в завершальному турі спокійно обіграли румунів 2:0. Після цих тріумфів підопічні ван Бастена вважалися головними фаворитами турніру, тим паче, що наступним суперником була національна команда Росії. Однак певна недооцінка та везіння росіян зробили свою справу — збірна Нідерландів сенсаційно вирушила додому, а Марко ван Бастен пішов у відставку.
Після поразки від Росії Марко ван Бастен взявся керувати «Аяксом». Голландець сподівався, що у новому клубі йому вдасться побороти постійне безсоння та стреси. Однак його тренерська хвороба тільки розвинулася. За дев'ять місяців роботи амстердамці зазнали одинадцяти поразок, а розгром від «Спарти» (0:4) змусив ван Бастена скласти свої повноваження. Згодом Марко посварився з Йоганом Кройфом, який очікував отримати його підтримку в наглядовій раді «Аякса».
Єдиним світлим моментом у тренерській кар'єрі ван Бастена стала робота на чолі скромного «Геренвена». Марко вдалося підійняти команду на п'яте місце. Він розкрив таланти Хакіма Зієша, Мартена де Рона та Альвреда Фіннбогасона. 2014 року ван Бастен заключив контракт із АЗ. Однак в Алкмарі справи в Марко не пішли. Спочатку його бентежили проблеми з серцем, а у вересні 2014 року помер його тато. Чергова депресія та постійні стреси змусили Марко відмовитися від посади головного тренера. Він рік попрацював помічником, згодом його запросили на пост асистента в національній команді, якою керував Данні Блінд.
Після збірної Нідерландів Марко ван Бастен дав зрозуміти, що він більше не працюватиме тренером. У 2016 ФІФА запросила ван Бастена на посаду технічного директора. На початку 2017 року ван Бастен виступив з ініціативою щодо низки змін у футбольних правилах (скасування офсайдів, жовтих карток тощо), але їх не схвалила футбольна громадськість.
У 2020 році ван Бастен опублікував автобіографію під назвою «Баста. Моє життя. Моя правда». Періодично голландця запрошують на різні телепередачі. Останнім часом ван Бастен нарешті знайшов те умиротворення, яке шукав упродовж всього життя. Наразі голландець захопився грою у гольф, він навіть бере участь у різноманітних національних турнірах.

## Досягнення
- 3-разовий чемпіон Нідерландів: 1982, 1983, 1985;
- 3-разовий володар Кубка Нідерландів: 1983, 1986, 1987;
- 3-разовий чемпіон Італії (1988, 1992, 1993);
- 2-разовий володар Кубка Чемпіонів (1989, 1990);
- 2-разовий володар Суперкубка Європи (1989, 1990);
- 2-разовий володар Міжконтинентального Кубка (1989, 1990);
- Володар Кубка Кубків: 1987;
- Чемпіон Європи (1988);
- Найкращий бомбардир чемпіонату Європи: 1988 (5 голів);
- 4-разовий найкращий бомбардир чемпіонату Нідерландів (1984, 1985, 1986, 1987);
- 2-разовий найкращий бомбардир чемпіонату Італії;
- 3-разовий володар Золотого м'яча найкращого гравця Європи;
- Володар титулу найкращого гравця року за версією ФІФА;
- 2-разовий володар титулу найкращого гравця року за версією World Soccer;
- Володар Золотого Бутсу УЄФА: 1986;
- Найкращий молодий футболіст в Європі (Трофей Браво): 1987.

## Статистика

### У клубах
| Сезон             | Команда           | Чемпіонат         | Чемпіонат | Чемпіонат | Національний кубок | Національний кубок | Національний кубок | Єврокубки | Єврокубки | Єврокубки | Інші змагання | Інші змагання | Інші змагання | Усього | Усього |
| Сезон             | Команда           | Ліга              | Ігор      | Голів     | Ліга               | Ігор               | Голів              | Ліга      | Ігор      | Голів     | Ліга          | Ігор          | Голів         | Ігор   | Голів  |
| ----------------- | ----------------- | ----------------- | --------- | --------- | ------------------ | ------------------ | ------------------ | --------- | --------- | --------- | ------------- | ------------- | ------------- | ------ | ------ |
| 1981–82           | «Аякс»            | Д-1               | 1         | 1         | КН                 | 1                  | 0                  | -         | -         | -         | -             | -             | -             | 2      | 1      |
| 1982–83           | «Аякс»            | Д-1               | 20        | 9         | КН                 | 5                  | 4                  | -         | -         | -         | -             | -             | -             | 25     | 13     |
| 1983–84           | «Аякс»            | Д-1               | 26        | 28        | КН                 | 4                  | 1                  | КЧ        | 2         | 0         | -             | -             | -             | 32     | 29     |
| 1984–85           | «Аякс»            | Д-1               | 33        | 22        | КН                 | 4                  | 2                  | КУ        | 4         | 5         | -             | -             | -             | 41     | 29     |
| 1985–86           | «Аякс»            | Д-1               | 26        | 37        | КН                 | 1                  | 0                  | КЧ        | 2         | 0         | -             | -             | -             | 29     | 37     |
| 1986–87           | «Аякс»            | Д-1               | 27        | 31        | КН                 | 7                  | 6                  | КВК       | 9         | 6         | -             | -             | -             | 43     | 43     |
| Усього за «Аякс»  | Усього за «Аякс»  | Усього за «Аякс»  | 133       | 128       |                    | 22                 | 13                 |           | 17        | 11        |               | -             | -             | 172    | 152    |
| 1987–88           | «Мілан»           | Д-1               | 11        | 3         | КІ                 | 5                  | 5                  | КУ        | 3         | 0         | -             | -             | -             | 19     | 8      |
| 1988–89           | «Мілан»           | Д-1               | 33        | 19        | КІ                 | 4                  | 3                  | КЧ        | 9         | 10        | СІ            | 1             | 1             | 47     | 33     |
| 1989–90           | «Мілан»           | Д-1               | 26        | 19        | КІ                 | 4                  | 1                  | КЧ        | 7         | 3         | СУ МК         | 2 1           | 1 0           | 40     | 24     |
| 1990–91           | «Мілан»           | Д-1               | 31        | 11        | КІ                 | 1                  | 0                  | КЧ        | 2         | 0         | МК            | 1             | 0             | 35     | 11     |
| 1991–92           | «Мілан»           | Д-1               | 31        | 25        | КІ                 | 7                  | 4                  | -         | -         | -         | -             | -             | -             | 38     | 29     |
| 1992–93           | «Мілан»           | Д-1               | 15        | 13        | КІ                 | 1                  | 0                  | ЛЧ        | 5         | 6         | СІ            | 1             | 1             | 22     | 20     |
| Усього за «Мілан» | Усього за «Мілан» | Усього за «Мілан» | 147       | 90        |                    | 22                 | 13                 |           | 26        | 19        |               | 6             | 3             | 201    | 125    |
| Усього за кар'єру | Усього за кар'єру | Усього за кар'єру | 280       | 218       |                    | 44                 | 26                 |           | 43        | 30        |               | 6             | 3             | 373    | 277    |

### У збірній
| Дата       | Місто         | Господарі      | Результат             | Гості      | Турнір               | Голи | Примітки |
| ---------- | ------------- | -------------- | --------------------- | ---------- | -------------------- | ---- | -------- |
| 7-9-1983   | Гронінген     | Нідерланди     | 3 – 0                 | Ісландія   | Відбір до ЧЄ 1984    | -    |          |
| 21-9-1983  | Брюссель      | Бельгія        | 1 – 1                 | Нідерланди | товариський матч     | 1    |          |
| 12-10-1983 | Дублін        | Ірландія       | 2 – 3                 | Нідерланди | Відбір до ЧЄ 1984    | 1    |          |
| 17-10-1984 | Роттердам     | Нідерланди     | 1 – 2                 | Угорщина   | Відбір до ЧС 1986    | -    |          |
| 14-11-1984 | Відень        | Австрія        | 0 – 1                 | Нідерланди | Відбір до ЧС 1986    | -    |          |
| 23-12-1984 | Нікосія       | Кіпр           | 0 – 1                 | Нідерланди | Відбір до ЧС 1986    | -    |          |
| 27-2-1985  | Роттердам     | Нідерланди     | 7 – 1                 | Кіпр       | Відбір до ЧС 1986    | 1    |          |
| 14-5-1985  | Будапешт      | Угорщина       | 0 – 1                 | Нідерланди | Відбір до ЧС 1986    | -    |          |
| 4-9-1985   | Геренвен      | Нідерланди     | 1 – 0                 | Болгарія   | товариський матч     | -    |          |
| 16-10-1985 | Брюссель      | Бельгія        | 0 – 1                 | Нідерланди | Відбір до ЧС 1986    | -    |          |
| 12-3-1986  | Лейпциг       | НДР            | 0 – 1                 | Нідерланди | товариський матч     | 1    |          |
| 10-9-1986  | Прага         | Чехословаччина | 1 – 0                 | Нідерланди | товариський матч     | -    |          |
| 15-10-1986 | Будапешт      | Угорщина       | 0 – 1                 | Нідерланди | Відбір до ЧЄ 1988    | 1    |          |
| 19-11-1986 | Амстердам     | Нідерланди     | 0 – 0                 | Польща     | Відбір до ЧЄ 1988    | -    |          |
| 25-3-1987  | Роттердам     | Нідерланди     | 1 – 1                 | Греція     | Відбір до ЧЄ 1988    | 1    |          |
| 29-4-1987  | Роттердам     | Нідерланди     | 2 – 0                 | Угорщина   | Відбір до ЧЄ 1988    | -    |          |
| 9-9-1987   | Роттердам     | Нідерланди     | 0 – 0                 | Бельгія    | товариський матч     | -    |          |
| 14-10-1987 | Забже         | Польща         | 0 – 2                 | Нідерланди | Відбір до ЧЄ 1988    | -    |          |
| 1-6-1988   | Амстердам     | Нідерланди     | 2 – 0                 | Румунія    | товариський матч     | -    |          |
| 12-6-1988  | Кельн         | СРСР           | 1 – 0                 | Нідерланди | ЧЄ 1988 - 1-й етап   | -    |          |
| 15-6-1988  | Дюссельдорф   | Нідерланди     | 3 – 1                 | Англія     | ЧЄ 1988 - 1-й етап   | 3    |          |
| 18-6-1988  | Гельзенкірхен | Нідерланди     | 1 – 0                 | Ірландія   | ЧЄ 1988 - 1-й етап   | -    |          |
| 21-6-1988  | Гамбург       | ФРН            | 1 – 2                 | Нідерланди | ЧЄ 1988 - Semifinale | 1    |          |
| 25-6-1988  | Монако        | Нідерланди     | 2 – 0                 | СРСР       | ЧЄ 1988 - Фінал      | 1    | 1º титул |
| 14-9-1988  | Амстердам     | Нідерланди     | 1 – 0                 | Уельс      | Відбір до ЧС 1990    | -    |          |
| 19-10-1988 | Мюнхен        | ФРН            | 0 – 0                 | Нідерланди | Відбір до ЧС 1990    | -    |          |
| 16-11-1988 | Рим           | Італія         | 1 – 0                 | Нідерланди | товариський матч     | -    |          |
| 22-3-1989  | Ейндговен     | Нідерланди     | 2 – 0                 | СРСР       | товариський матч     | 1    |          |
| 26-4-1989  | Роттердам     | Нідерланди     | 1 – 1                 | ФРН        | Відбір до ЧС 1990    | 1    |          |
| 31-5-1989  | Гельсінкі     | Фінляндія      | 0 – 1                 | Нідерланди | Відбір до ЧС 1990    | -    |          |
| 11-10-1989 | Рексем        | Уельс          | 1 – 2                 | Нідерланди | Відбір до ЧС 1990    | -    |          |
| 15-11-1989 | Роттердам     | Нідерланди     | 3 – 0                 | Фінляндія  | Відбір до ЧС 1990    | -    |          |
| 21-2-1990  | Роттердам     | Нідерланди     | 0 – 0                 | Італія     | товариський матч     | -    |          |
| 30-5-1990  | Відень        | Австрія        | 3 – 2                 | Нідерланди | товариський матч     | 1    |          |
| 3-6-1990   | Загреб        | Югославія      | 0 – 2                 | Нідерланди | товариський матч     | 1    |          |
| 12-6-1990  | Палермо       | Нідерланди     | 1 – 1                 | Єгипет     | ЧС 1990 - 1-й етап   | -    |          |
| 16-6-1990  | Кальярі       | Англія         | 0 – 0                 | Нідерланди | ЧС 1990 - 1-й етап   | -    |          |
| 20-6-1990  | Палермо       | Нідерланди     | 1 – 1                 | Ірландія   | ЧС 1990 - 1-й етап   | -    |          |
| 24-6-1990  | Мілан         | ФРН            | 2 – 1                 | Нідерланди | ЧС 1990 - 1/8 фіналу | -    |          |
| 26-9-1990  | Палермо       | Італія         | 1 – 0                 | Нідерланди | товариський матч     | -    |          |
| 17-10-1990 | Порту         | Португалія     | 1 – 0                 | Нідерланди | Відбір до ЧЄ 1992    | -    |          |
| 21-11-1990 | Роттердам     | Нідерланди     | 2 – 0                 | Греція     | Відбір до ЧЄ 1992    | 1    |          |
| 19-12-1990 | Та-Калі       | Мальта         | 0 – 8                 | Нідерланди | Відбір до ЧЄ 1992    | 5    |          |
| 13-3-1991  | Роттердам     | Нідерланди     | 1 – 0                 | Мальта     | Відбір до ЧЄ 1992    | 1    |          |
| 17-4-1991  | Роттердам     | Нідерланди     | 2 – 0                 | Фінляндія  | Відбір до ЧЄ 1992    | 1    |          |
| 5-6-1991   | Гельсінкі     | Фінляндія      | 1 – 1                 | Нідерланди | Відбір до ЧЄ 1992    | -    |          |
| 16-10-1991 | Роттердам     | Нідерланди     | 1 – 0                 | Португалія | Відбір до ЧЄ 1992    | -    |          |
| 4-12-1991  | Салоніки      | Греція         | 0 – 2                 | Нідерланди | Відбір до ЧЄ 1992    | -    |          |
| 27-5-1992  | Сіттард-Гелен | Нідерланди     | 3 – 2                 | Австрія    | товариський матч     | -    |          |
| 30-5-1992  | Утрехт        | Нідерланди     | 4 – 0                 | Уельс      | товариський матч     | 1    |          |
| 6-6-1992   | Ланс          | Франція        | 1 – 1                 | Нідерланди | товариський матч     | -    |          |
| 12-6-1992  | Гетеборг      | Нідерланди     | 1 – 0                 | Шотландія  | ЧЄ 1992 - 1-й етап   | -    |          |
| 15-6-1992  | Гетеборг      | Нідерланди     | 0 – 0                 | СНД        | ЧЄ 1992 - 1-й етап   | -    |          |
| 18-6-1992  | Гетеборг      | Нідерланди     | 3 – 1                 | Німеччина  | ЧЄ 1992 - 1-й етап   | -    |          |
| 22-6-1992  | Гетеборг      | Данія          | 2 – 2 д.ч. (5-4 п.п.) | Нідерланди | ЧЄ 1992 - півфінал   | -    |          |
| 9-9-1992   | Ейндговен     | Нідерланди     | 2 – 3                 | Італія     | товариський матч     | -    |          |
| 23-9-1992  | Осло          | Норвегія       | 2 – 1                 | Нідерланди | Відбір до ЧС 1994    | -    |          |
| 14-10-1992 | Роттердам     | Нідерланди     | 2 – 2                 | Польща     | Відбір до ЧС 1994    | -    |          |
| Усього     |               | Матчів         | 58                    |            | Голів                | 24   |          |